# 塩尻町
塩尻町（しおじりまち）は長野県東筑摩郡にあった町。
現在の塩尻市の、概ね塩尻駅の東方一帯にあたる。本項では町制前の名称である塩尻村（しおじりむら）についても述べる。

## 地理
- 山：東山、大芝山、霧訪山
- 河川：田川

## 歴史
- 1889年（明治22年）4月1日 - 町村制の施行により、塩尻町村・柿沢村・金井村・上西条村・中西条村・下西条村・大小屋村・長畝村・桟敷村・大門村・堀ノ内村の区域をもって塩尻村が発足。
- 1927年（昭和2年）4月1日 - 塩尻村が町制施行して塩尻町となる。
- 1951年（昭和26年）1月1日 - 東筑摩郡塩尻町・筑摩地村の東山地籍が岡谷市に編入され町の面積が縮小（境界線変更）。
- 1959年（昭和34年）4月1日 - 片丘村・広丘村・宗賀村・筑摩地村と合併して塩尻市が発足。同日塩尻町廃止。

## 交通

### 鉄道路線
- 日本国有鉄道
  - 中央本線
  - 篠ノ井線
    - 塩尻駅
    - 東塩尻仮乗降場

現在は旧町域にみどり湖駅が所在するが、当時は未開業。

### 道路
- 国道19号
- 国道20号
- 国道153号

現在は旧町域に長野自動車道のみどり湖パーキングエリア、塩尻インターチェンジが所在するが、当時は未開通。